# Бисетаев, Серикбай Жумабекович
Серикбай Жумабекович Бисетаев (каз. Серікбай Жұмабекұлы Бисетаев; род. 28 декабря 1939, Кулевчи, Челябинская область) — казахстанский общественный деятель. Депутат Мажилиса Парламента Республики Казахстан ІІ созыва (1999—2004).

## Биография
Серикбай Жумабекович Бисетаев родился 28 декабря 1939 года в селе Кулевчи Кулевчинского сельсовета Варненского района Челябинской области, ныне село — административный центр Кулевчинского сельского поселения того же района и области. Его родители переехали в Кулевчи в 1930-е годы  из Карабалыкского района Кустанайской области Казахской ССР.
После службы в рядах Советской Армии поступил в Курганский сельскохозяйственный институт, который окончил по специальности агроном-экономист.
Трудовую деятельность начал главным экономистом в родном селе Кулевчи.
С 1972 по 1981 год — главный агроном, генеральный директор компании «Варна». Начальник Увельского управления сельского хозяйства Увельского района.
В 1981 году переехал в Кустанайскую область Казахской ССР. Работал главным экономистом, затем директором совхоза «Магнайский» Карабалыкского района. За сравнительно короткий срок сумел вывести совхоз «Магнайский» в лидеры по всем основным направлениям хозяйственно-экономической деятельности и был назначен первым заместителем начальника управления сельского хозяйства Костанайской области. Затем был заместителем руководителя областного агропромышленного комплекса, председателем Костанайского областного объединения «Мясомолочное производство», президентом компании «Биско».
В 1999 году избран депутатом Мажилиса Парламента Республики Казахстан ІІ созыва, член Комитета Мажилиса Парламента Республики Казахстан по аграрным вопросам. В 2002 году с резкой критикой обрушился на Продкорпорацию. Во всеуслышание заявив, что крестьян в первую очередь нужно защищать от правительства. Весной 2003 года принял решение выйти из Аграрной партии и вступить в партию «Ауыл». В выборах 2004 года участия не принимал.
В настоящее время возглавляет Костанайский областной филиал общественного фонда имени народного героя Сагадата Нурмагамбетова, член областного совета по оказанию помощи судам. Организовал ресторан «Дидар», который придерживается казахских традиций в городе Костанае. Был инициатором установления памятника Кобланды-батыру и присвоению его имени одной из улиц города Костаная, проведения Наурыза и других мероприятий в областной мечети и в других благотворительных мероприятиях.

## Награды
- Орден «Курмет», 10 декабря 2001 года[5][6]
- Медаль «10 лет Конституции Республики Казахстан», 2005 год
- Медаль «10 лет Парламенту Республики Казахстан», 2006 год
- Благодарственное письмо Первого Президента Республики Казахстан с вручением нагрудного знака «Алтын барыс»;
- Звание «Почётный гражданин Костанайской области», 10 июля 2019 года[7][8]

## Семья
- Жена Бига Бралиновна. Поженились на 3 курсе агрономического факультета Курганского государственного сельхозинститута. Свадьба состоялась 1 марта 1964 года[9].
  - Сын Кайрат Серикбаевич Бисетаев (род. 28 декабря 1964, Курган), председатель правления «Союза картофелеводов и овощеводов Казахстана».
  - Дочь Махаббат (род. 1967/68)